# Lỗ Chân công
Lỗ Chân công (chữ Hán: 魯真公, trị vì 854 TCN-825 TCN), tên thật Cơ Tị (姬濞), là vị quân chủ thứ tám của nước Lỗ - chư hầu nhà Chu trong lịch sử Trung Quốc.
Ông là con trai cả của Lỗ Hiến công, vị vua thứ 7 của nước Lỗ. Năm 854 TCN, Lỗ Hiến công mất, ông lên làm vua, tức Lỗ Chân công.
Sử ký không ghi rõ những hành trạng của Lỗ Chân công trong thời gian ông ở ngôi.
Năm 825 TCN, Lỗ Chân công mất, trị vị 30 năm. Em ông là Cơ Ngao lên nối ngôi, tức là Lỗ Vũ công.